# George Edmund Street

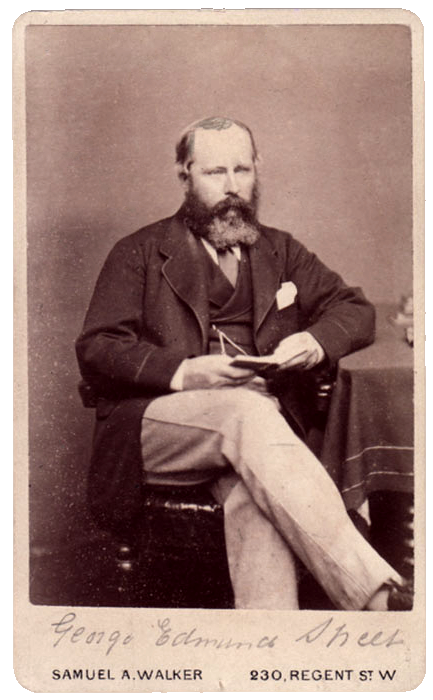
George Edmund Street um 1880

George Edmund Street (* 20. Juni 1824 in Woodford; † 18. Dezember 1881 in London) war ein britischer Architekt, der vor allem Kirchenbauten im neogotischen Stil entwarf und der Architekt der Royal Courts of Justice in London ist.

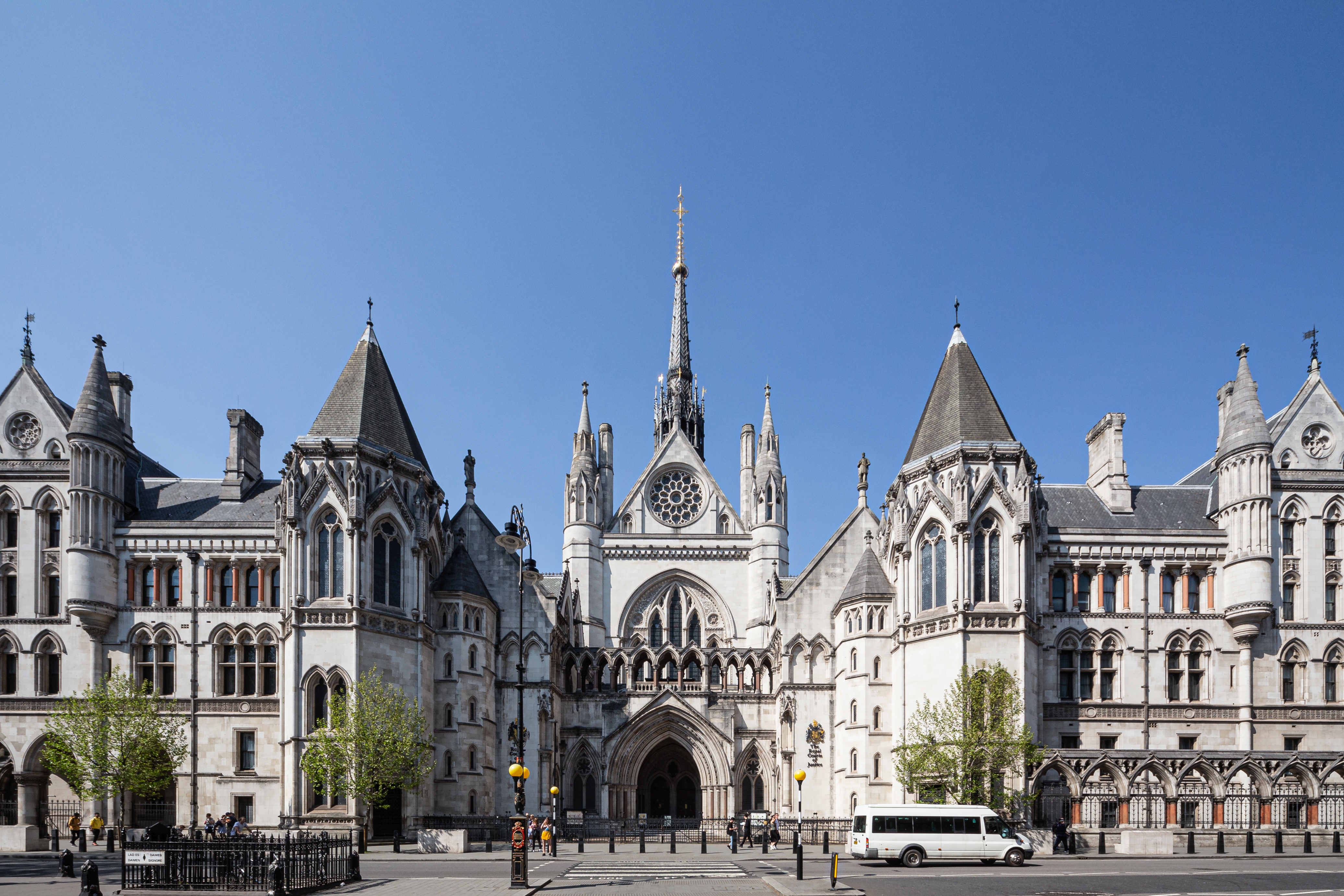
Royal Courts of Justice, London

Street war der Sohn eines Anwalts. Er besuchte die Schule in Mitchum, anschließend die Camberwell Collegiate School, arbeitete kurze Zeit für seinen Vater und zog nach dessen Tod zu seiner Mutter und Schwester in Exeter. Da er sich für Architektur interessierte, vermittelte ihm seine Mutter 1841 eine Stelle bei dem Architekten Owen Browne Carter in Winchester. Anschließend war er fünf Jahre bei George Gilbert Scott in London angestellt, bei dem er unter anderem die Kirche von Biscovey in Cornwall entwarf. 1849 eröffnete er ein eigenes Architekturbüro in Cornwall, das vor allem Kirchen renovierte. 1850 wurde er Architekt der Diözese Oxford und zog nach Wantage, 1852 nach Oxford. Von ihm stammt die Kirche St Philip and St James in Oxford, und er plante die Renovierung der Kapelle des Jesus College. In dieser Zeit vertrat er Umbauten im Sinn der frühen Gotik (England, Frankreich 13. Jahrhundert) und war ein Gegner eines zu eklektischen Stils. Anfangs malte er auch die Wände von Kirchen selbst aus, hatte aber bald darauf keine Zeit mehr dazu. 1855 zog er wieder nach London.
Nicht realisierte Entwürfe waren sein Beitrag zum Wettbewerb für die Kathedrale von Lille (zweiter Preis), für das Foreign Office in Whitehall und einen Neubau der National Gallery. Beim Wettbewerb um die Krim-Gedenkkirche in Istanbul erhielt er den zweiten Platz, sein Entwurf wurde aber realisiert.
Er reiste viel in Europa zum Studium gotischer Architektur und war ein hervorragender Zeichner. Er schrieb und illustrierte ein Buch über Ziegel- und Marmorkonstruktionen in Norditalien (The Brick and Marble Architecture of Northern Italy, 1855) und die gotische Architektur in Spanien (The Gothic Architecture of Spain, 1865). Er initiierte eine vielfarbige Variante der Neogotik in Großbritannien, zum Beispiel mit abwechselnd roten und schwarzen Ziegeln. Unterstützt wurde dieses Aufgreifen nichtenglischer Stilelemente durch den Kritiker  John Ruskin (der die norditalienische Gotik favorisierte) und durch die Schriften von Eugène Viollet-le-Duc. Er baute aber auch zum Beispiel im romanischen Stil.
Außer in Oxford wurde er Architekt der Diözesen von Winchester, Ripon und York. In den Jahren 1853 bis 1870 restaurierte er die Kathedrale von Carlisle und ab 1871 Kathedrale von Dublin unter Errichtung eines neuen Chors, an der Kathedrale von Bristol errichtete er 1868 bis 1877 in Anlehnung an den gotischen Chor ein neues Hallenlanghaus. In Rom erbaute er die Kirchen All Saints (anglikanische Kirche) und St Paul’s Within the Walls (amerikanisches Episkopat) und war zum Beispiel Architekt am Dunecht House in Aberdeenshire. Weitere Kirchenbauten von ihm waren St John’s in Torquay, All Saints’ in Clifton, St Saviour’s in Eastbourne, St Margaret’s in Liverpool und St Mary Magdalene in Paddington. Sein Neubauentwurf für St Dionis Backchurch in London blieb unrealisiert.
1868 wurde er Architekt der Royal Courts of Justice, die allerdings nicht vor seinem Tod 1881 fertig wurden. Der Streit, der mit dem Bau verbunden war, trug zur Verschlechterung seiner Gesundheit bei.
1866 wurde er Associate und 1871 Fellow der Royal Academy of Arts und wurde dort Professor für Architektur. Er war Präsident des Royal Institute of British Architects und Mitglied der Akademie der bildenden Künste in Wien und wurde 1878 Ritter der Ehrenlegion, nachdem er Zeichnungen auf die Weltausstellung in Paris einsandte.
Zu seinen Schülern gehört William Morris. Eine Biographie, verfasst von seinem Sohn Arthur, erschien 1888.
Street war zweimal verheiratet. Er wurde in Westminster Abbey begraben.